# Calcinus laurentae
Calcinus laurentae is een tienpotigensoort uit de familie van de Diogenidae. De wetenschappelijke naam van de soort is voor het eerst geldig gepubliceerd in 1984 door Haig & McLaughlin.